# دونالد في. بينيت
دونالد في. بينيت (بالإنجليزية: Donald V. Bennett)‏ هو عسكري أمريكي، ولد في 9 مايو 1915 في Lakeside, Ohio ‏ في الولايات المتحدة، وتوفي في 28 نوفمبر 2005 في آشفيل في الولايات المتحدة.